# No Escape (film 2015)

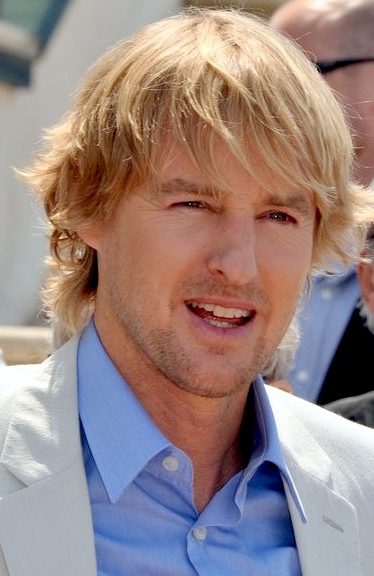
Owen Wilson, odtwórca głównej roli

No Escape – amerykański thriller z 2015 roku w reżyserii Johna Ricka Dowdle'a. 

## Fabuła
Film opowiada o losach amerykańskiej rodziny, która ze względu na nową pracę Jacka (Owen Wilson), zmuszona jest przeprowadzić się do jednego z krajów w Azji Południowo-Wschodniej. W drodze spotykają pewnego Amerykanina (Pierce Brosnan), który pomaga im w pierwszych krokach na terenie obcego państwa. Los złączy ich także później. Po przybyciu na miejsce i do hotelu, okazuje się, że wiele rzeczy tam nie działa, m.in. nie ma połączenia telefonicznego. W kraju tym bowiem doszło do krwawych zamieszek. Od tego momentu Jack z żoną (Lake Bell) i dwiema córeczkami będą przeżywać koszmar związany z trwającym tam puczem.

## Obsada
- Owen Wilson – Jack Dwyer
- Lake Bell – Annie Dwyer
- Pierce Brosnan – Hammond
- Sterling Jerins – Lucy Dwyer
- Claire Geare – Beeze Dwyer
- Sahajak Boonthanakit – „Kenny Rogers”

## Produkcja
Zdjęcia kręcono w miastach Chiang Mai i Lampang, położonych w północnej części Tajlandii.